# 第三次マラーター戦争
第三次マラーター戦争（だいさんじマラーターせんそう、英語：Third Anglo-Maratha War）は、1817年から1818年にかけて、 北インド、中央インドで行われたイギリス東インド会社とマラーター同盟の間における戦争。
この戦争はマラーター戦争最後の戦争であり、イギリスとマラーターとの最終決戦である。イギリスはこの戦争によりマラーター同盟を完全に解体させ、デカンおよび中央インドを制圧した。戦争の結果として、マラーター王国とマラーター諸侯はイギリスに従属する藩王国となった。なお、これと併行してピンダーリー戦争が行われた。

## 開戦に至る経緯

### 第二次マラーター戦争終結後のインド

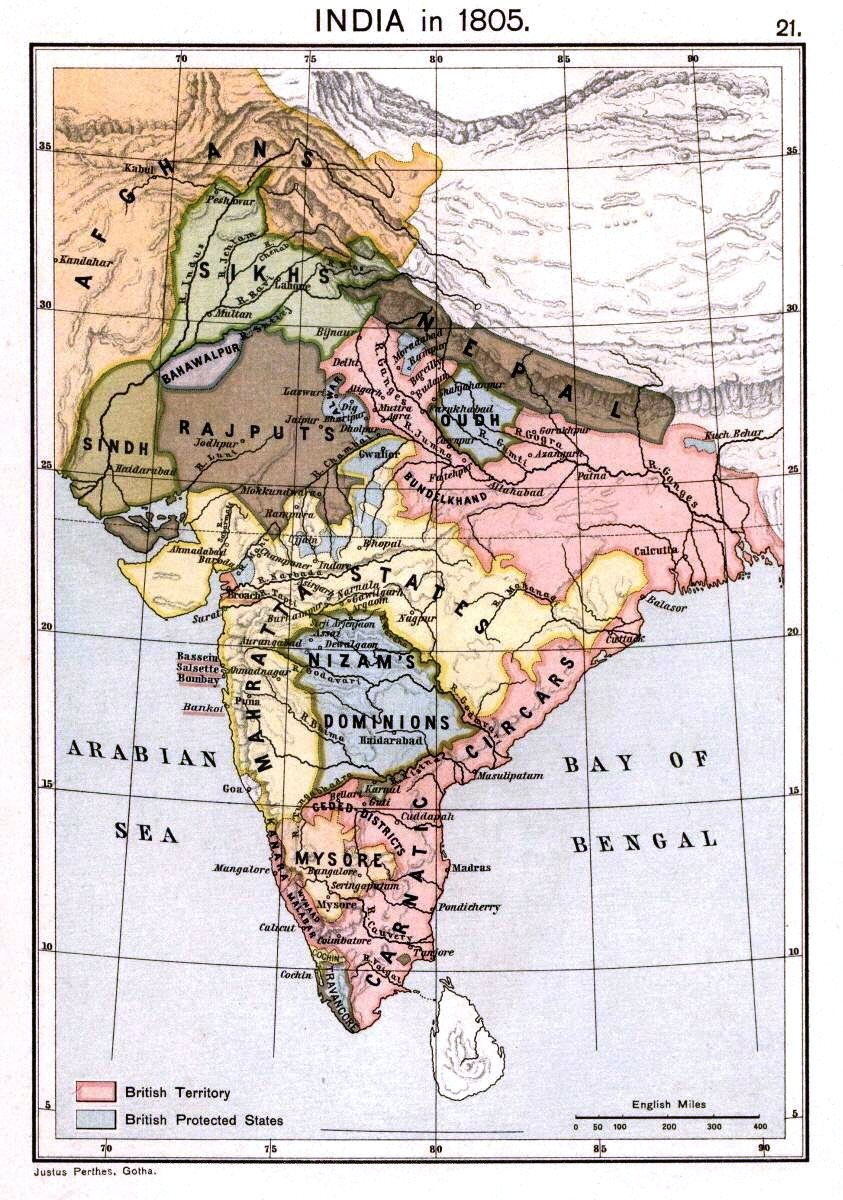
1805年のインド（黄色がマラーター同盟）

先の第二次マラーター戦争は、ホールカル家の当主ヤシュワント・ラーオ・ホールカルの奮戦によりイギリスと互角に戦い抜き、1805年12月に講和が結ばれて終結していた。だが、その平和も10年足らずですぐに打ち砕かれることとなった。
まず、1811年にイギリス打倒のために日々心血を注いでいたヤシュワント・ラーオ・ホールカルが突然死したのだった。後を継いだのはまだ幼少の息子マルハール・ラーオ・ホールカル2世だった。
つぎに、1806年初頭にホールカル家、シンディア家、ボーンスレー家の領土をはじめとする中央インドが無政府状態となり、マラーターの補給部隊である盗賊ピンダーリーが急速に勢力を拡大した。彼らはマラーター戦争で職業を失った軍人を引き入れ、シンディア家やホールカル家と組み、富を求めてイギリスの植民地を毎年のように略奪した。
そして、最後はマラーター同盟の内紛だった。1802年にマラーター王国の宰相バージー・ラーオ2世はイギリスとバセイン条約を締結しマラーター諸侯の反感を買い、第二次マラーター戦争の原因を作ったが、またしても同じ過ちを繰り返そうとした。
1814年、バージー・ラーオ2世の宰相府とグジャラートのガーイクワード家との間で、グジャラートの重要都市アフマダーバードをめぐる争いが起こった。ガーイクワード家はイギリスと友好条約を結び、第二次マラーター戦争にも参加していなかったマラーター諸侯である。そして、その調停はイギリスによって執り行われることとなった。
だが、1815年7月14日にガーイクワード家の派遣された使節ガンガーダル・シャーストリーを、バージー・ラーオ2世の家臣が殺害してしまう。暗殺したその家臣はイギリスによって逮捕され、ボンベイに投獄された。
しかし、1816年9月にこの家臣は脱獄した。バージー・ラーオ2世は彼に資金を援助し、シンディア家の当主ダウラト・ラーオ・シンディアとホールカル家のマルハール・ラーオ・ホールカル2世に対して、挙兵してイギリスに共同で立ち向かうこと提案した。

### プネー条約の締結と開戦への動き

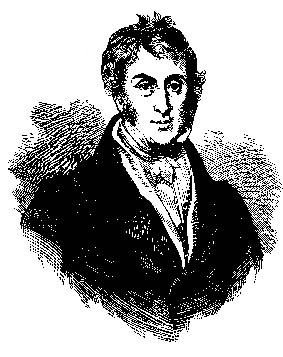
マウントステュアート・エルフィンストーン

この動きはイギリスに察知され、1817年6月13日にバージー・ラーオ2世に対して、新たな条約プネー条約を押し付けた。これは以下のような内容だった。
1. いかなる場合においても、イギリス以外の外国との外交交渉を行ってはならない
2. またそれを保証するために、外交使節を他国に派遣すること及び他国の外交使節を受け入れることを禁じる
3. 外国との交渉はイギリス東インド会社の駐在官を通してのみ行うこと

これは形式上においても実質的においてもマラーター同盟の解体を認めさせるものだった。また、イギリスが当時押し進めていたインド諸侯の藩王国化そのものであった。条約締結後、イギリスの駐在官マウントステュアート・エルフィンストーンは、バージー・ラーオ2世に主力である騎兵隊を解散するように要請し、彼は騎兵隊を解散した。
だが、バージー・ラーオ2世は騎兵隊をいつでも出動できるようにしており、すでに7ヵ月分の給料を支払っていた。また、その武将バープー・ゴーカレーに戦争を準備させていた。その一方、彼自身はイギリスの目を盗み、シンディア家、ホールカル家、ボーンスレー家に同盟を要請した。
10月19日、バージー・ラーオ2世はヒンドゥーの祭礼を祝った。この時、彼の騎兵大隊はイギリス側のセポイを攻撃しようとしたが、土壇場で止められたという。これはエルフィンストーンに対する威嚇でもあった。もはや、イギリスとマラーター同盟の争いは避けられないものとなっていた。
マラーター側は戦争の準備をすすめ、全軍で歩兵81,000 兵、騎兵106,000 兵、589門の大砲を用意していた。その兵力の内訳は、宰相バージー・ラーオ2世は騎兵28,000兵、歩兵14,000兵、大砲37門とマラーター勢の中では一番で、ホールカル家は騎兵20,000兵、歩兵8,000、大砲107門、シンディア家は騎兵15,000兵、歩兵16,000平、大砲140門、ボーンスレー家は騎兵15,000兵、歩兵18,000、大砲85門であった。トーンク（ラージャスターン）のナワーブであるアミール・ハーンもマラーター側につき（彼は第二次マラーター戦争では、途中裏切ってイギリスについた）、その兵力は騎兵12,000兵、歩兵10,000兵、大砲200門であった。
これとは別にマラーターの諸侯はピンダーリーの首領らとも連携を取り、その軍勢もまた大軍であった。ピンダーリーの数はシンディア家に味方するピンダーリーが2万、ホールカル家に味方するピンダーリーは25,400人であった。

### 戦争の経過

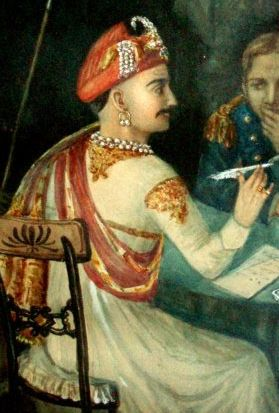
バージー・ラーオ2世

イギリスはすでにピンダーリーの掃討にあたっていたが、11月5日に宰相バージー・ラーオ2世は武将バープー・ゴーカレーに、プネー近郊のカドキーにあるイギリス駐在官邸を攻撃させ（カドキーの戦い）。ここに第三次マラーター戦争が始まった。だが、マラーター側は圧倒的に多数であったにもかかわらず、この日の戦いは敗北を喫した。
時を同じくして同日、イギリスはシンディア家グワーリヤル条約を結び、その国家の安全を約すかわり、ピンダーリー掃討を協力させることにした。その10日後、11月15日にトーンクのアミール・ハーンもイギリスと軍事保護条約を締結し、同様の措置が取られた。これにより、イギリスはピンダーリーへの本格的な掃討へと乗り出すことになる。
マラーター側は緒戦の敗北と裏切りにおける戦力の縮小に気落ちし、デカンでは次々に宰相側の拠点が落とされ、11月17日にはイギリスはプネーのシャニワール・ワーダーに入城した。
11月26日、ボーンスレー家の当主マードージー・ボーンスレー2世（アッパー・サーヒブ）はシーターバルディーでイギリスに敗北し（シーターバルディーの戦い）、翌1818年1月9日に軍事保護条約を締結しなければならなかった。
12月21日、ホールカル家の軍隊もまたマヒドプルでイギリスに敗北し（マヒドプルの戦い）、1818年1月6日に軍事保護条約マンドサウル条約を締結している。
こうして、次々とマラーター諸侯が戦線から離脱していくなか、1818年1月1日に宰相バージー・ラーオ2世はコーレーガーオンでイギリスと戦ったが敗北（コーレーガーオンの戦い）。この戦いでは、不可触民であるダリットがイギリス軍を支援し、指導者層であるゴーヴィンド・ラーオ・ゴーカレーといった武将を戦死に至らせる、カースト制度を揺るがしかねない展開となった。バージー・ラーオ2世は何とかショーラープルへと逃げたが、ここからずっとイギリスに追われながらの小競り合いを続けることとなった。
2月7日、イギリスはマラーター王国の首都サーターラーを占領したのち入城し、マラーター王プラタープ・シングを保護下に置いた。
2月9日、イギリスはバージー・ラーオ2世を追い、アーシュティーに追い詰めたとき、バープー・ゴーカレーは彼を守るために自らの命を捨てた（アーシュティーの戦い）。バージー・ラーオ2世にとって、有能な将軍であるバープー・ゴーカレーの死は大きな痛手であった。
4月までにプランダルとシンハガドが占領され、バージー・ラーオ2世は長引く追撃戦に疲弊し、6月3日についにイギリスに降伏した。かくして、第三次マラーター戦争は終結した。

### 戦後処理

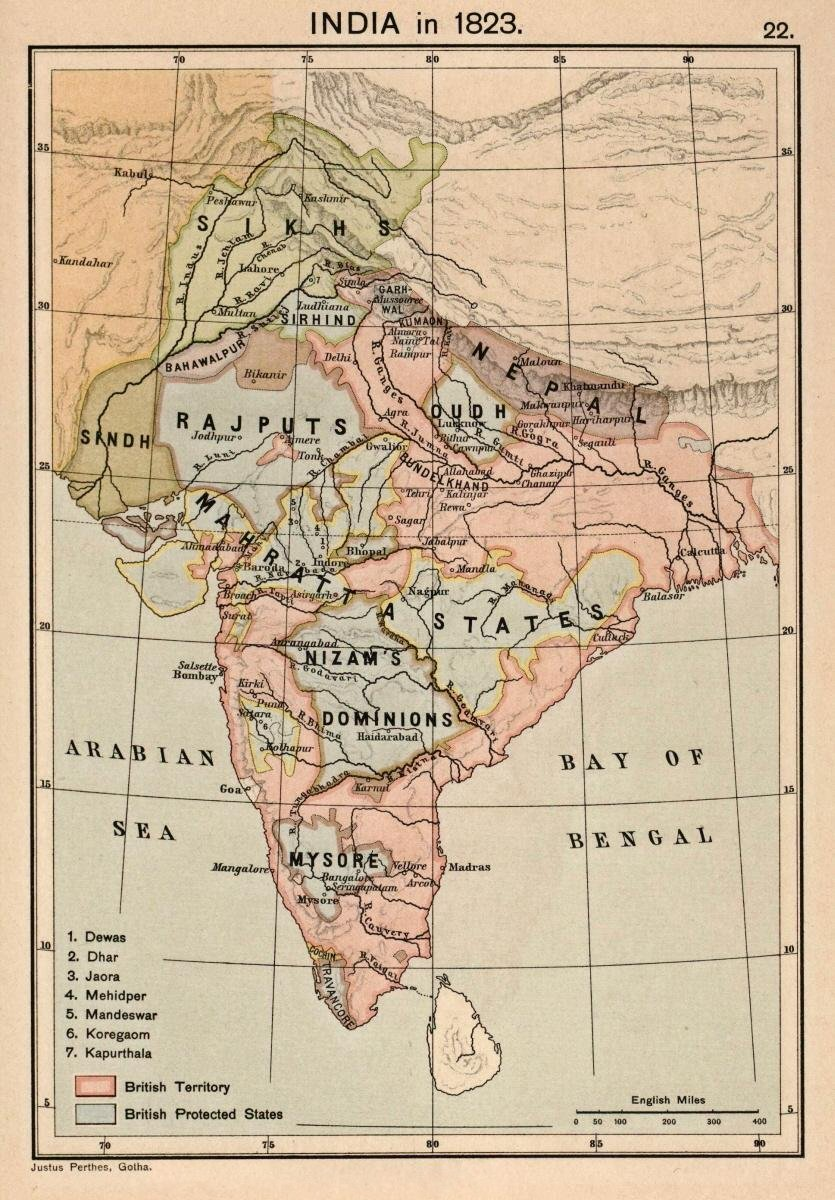
1823年のインド（赤色がイギリス領、青色が藩王国領）

バージー・ラーオ2世が降伏文書に調印したことにより、マラーター同盟は名実ともに消滅するところとなった。バージー・ラーオ2世は宰相府の領土を没収されたのち、カーンプル近郊のビトゥールに追放され、そこで年金受給者として暮らすこととなった。
一方、マラーター王国とマラーター諸侯の領土は藩王国となり、イギリスの間接的支配のもと領土の支配を許されることとなった。また、シンディア家やホールカル家の支配下に置かれていたラージプート諸王国とも軍事保護条約を締結し、1818年末までにこれらも藩王国化した。
イギリスはインド最大の政治勢力であるマラーター同盟を滅ぼしたことにより、広大なインドの領土を支配するところとなり、インドの植民地化は大きく進んだ。残る勢力は北西インドのシク王国だけがインドにおけるイギリスに対抗しうる唯一の勢力となった。